# San Pier Niceto
San Pier Niceto település Olaszországban, Szicília régióban, Messina megyében. Lakosainak száma 2595 fő (2023. január 1.). San Pier Niceto Condrò, Fiumedinisi, Gualtieri Sicaminò, Monforte San Giorgio, Pace del Mela és Santa Lucia del Mela községekkel határos.

## Népesség
A település lakossága az elmúlt években az alábbi módon változott:
| Lakosok száma | 2791 | 2770 | 2595 |
|               | 2017 | 2018 | 2023 |